# Sveti Anton na Pohorju
Sveti Anton na Pohorju – wieś w Słowenii, w gminie Radlje ob Dravi. W 2018 roku liczyła 248 mieszkańców.